# Viktor Perțov
Viktor Osipovici Perțov (în rusă Виктор Осипович Перцов) (n. 19 iunie/1 iulie 1898, Harkov, gubernia Harkov⁠(d), Imperiul Rus – d. 9 februarie 1980) a fost un scriitor și critic literar rus, asociat cu scriitorii de avangardă în anii 1920, în special cu Vladimir Maiakovski. A fost un susținător al constructivismului.

## Biografie
S-a născut pe 19 iunie (1 iulie) 1898, în orașul Harkov, în familia unui inginer. După absolvirea școlii secundare în anul 1915 a intrat la Facultatea de Drept, transferându-se apoi la Facultatea de Filologie și Istorie a Universității din Harkov, unde l-a avut ca profesor pe Aleksandr Ivanovici Belețki. După Revoluția din Februarie 1917 a fost mobilizat în serviciul militar și trimis în Batalionul studențesc din Țarițîno, în cadrul căruia a servit înainte de Revoluția din Octombrie. În 1918, la îndrumarea lui Aleksei Kapitonovici Gastev, pe care-l întâlnise cu o zi mai înainte, a fost angajat la Departamentul pentru Artă al Comisariatului Poporului pentru Educație al RSS Ucrainene, ce a fost transferat un an mai târziu la Kiev. În anii 1920-1927, la invitația lui Gastev, a lucrat la Institutul Central al Muncii. În anul 1922 a absolvit Facultatea de Științe Sociale din cadrul Universității de Stat din Moscova. A debutat cu articolul «Вымышленная фигура», dedicat lui Boris Pasternak și publicat în 1924, în revista «На посту».
A fost membru al grupului ЛЕФ (1927-1929). Scrierile sale au fost publicate în revista «Новый ЛЕФ» (1927-1928) și în volumul «Литература факта» (1929). În perioada 1927-1932 a lucrat la întreprinderea Sovkino.
A scris articole și cărți despre literatura sovietică. Este unul dintre autorii cărții «Беломорско-Балтийский канал имени Сталина» (1934). În anul 1940 a obținut titlul de candidat în filologie. S-a remarcat în calitate de cercetător al biografiei și operei lui Vladimir Maiakovski și a scris biografia „oficială” a poetului în trei volume (lucrare distinsă cu Premiul de Stat al URSS în 1973), precum și multe alte cărți și articole despre el. A fost editorul operelor lui Maiakovski. . 
A luat cuvântul în adunarea scriitorilor de la Moscova din 31 octombrie 1958, care l-a judecat pe Boris Pasternak, ce fusese recent distins cu Premiul Nobel pentru Literatură. În discursul său a caracterizat opera poetică a lui Pasternak ca fiind „optzeci de mii de verste în jurul propriului său buric”.

## Scrieri
- Новое в современной русской поэзии. Письмо из Москвы. (Tip. Apt și Gurevici, Riga, 1921.)
- Материалы к вопросу о профессиональном подборе в искусстве /Comp. de V. Perțov. - Moscova, 1921. - 11 p.
- Литература завтрашнего дня (1929)
- Этюды о советской литературе (Studii de literatură sovietică, Goslitizdat, Moscova, 1937)
- Подвиг и герой. Этюды о советской литературе (1946)
- Писатель и новая действительность (1958; ed. a II-a, 1961)
- Поэты и прозаики великих лет (1969)
- Маяковский. Жизнь и творчество (în trei volume, 1957—1972)